# 平厲源の戦い
平厲源の戦い（へいれいげんのたたかい、ベトナム語: Trận Bình Lệ Nguyên）は、1258年にベトナムで行われた陳朝大越国軍とモンゴル帝国軍との戦いである。
この戦闘に大敗した陳朝は国都の昇龍を占領され、名目上モンゴルの属国となり3年に一度の朝貢（「三年一貢」）を義務付けられることとなった。ただし、この時のモンゴル軍の目標はあくまで南宋国を包囲攻撃することにあり、モンゴル軍は陳朝を屈服させた後北上して戻らず、以後約20年に渡って両国の間ではゆるやかな朝貢関係が維持されることとなった。この戦役は紅河北岸の平厲源で行われた両軍主力による会戦と、会戦で敗れた安南軍をモンゴル軍が追撃することで起こった紅河の渡河戦の2段階に分かれ、厳密には「平厲源の戦い」は前者のみを指すが、本記事では戦役全体について解説する。

## 背景
1251年に即位したモンゴル帝国第4代皇帝モンケ・カアンは、西アジア方面・東アジア方面にそれぞれ大規模な遠征軍を送り込んだ。東アジア方面軍の司令官にはモンケの弟のクビライが起用され、クビライは最初の標的として大理国を副将のウリヤンカダイとともに征服した（雲南・大理遠征）。1254年に雲南の平定が完了した後、クビライは先に北方に帰還したものの、ウリヤンカダイは残留して雲南地方で残務処理を行った。
しかし帰還したクビライは南宋侵攻の方針を巡ってモンケ・カアンと対立するようになり、1257年よりモンケ・カアン自らを総司令とする新たな南宋侵攻軍が再編制された。その一環として、ウリヤンカダイにも麾下の軍団を率いて南宋領に侵攻するよう命が下された。『安南志略』には「1257年冬、大将ウリヤンカダイに命じて師を統べ、雲南より安南の辺邑を経さしむ。邕州・桂州に出でて大兵を鄂州に会し、以て宋を懲すことを欲す（丁巳冬命大将統師、自雲南途経安南辺邑、欲出邕・桂、会大兵於鄂、以征宋）」とあり、南宋を包囲攻撃するための大戦略の一環として雲南から安南（現ヴェトナム北部）・広西地方を経由して南宋に南方から侵攻することがウリヤンカダイに下された目的であった。よって、この時のウリヤンカダイ軍には恒久的に安南を統治する意図はなく、ヴェトナム側の史料である『大越史記全書』もこの戦役について「モンゴル人には攻め取る意はなかった（無攻取意）」と述べている。
一方、モンゴル側が「安南」と呼ぶ地域はこの頃大越国陳朝によって支配されており、1226年に即位した初代皇帝陳太宗（Trần Thái Tông,本名は陳煚/Trần Cảnh）が健在であった。1257年8月、ウリヤンカダイは安南侵攻に先立って2人の使者を派遣し、旧大理国との国境に近い歸化（Quy Hóa）寨主の何屈（Hà Khuất）が使者を迎え入れて朝廷に報じた。しかし陳太宗は使者を捕らえて帰さず、同年9月には左右将軍に水軍・歩兵を率いさせて陳国峻（Trần Quốc Tuấn）の配下に置き、11月には天下の器械（武器）の修繕を命じて正面からモンゴル軍を迎え撃った。
旧大理国の東南、安南に隣接する阿閩（Amin,雲南省開遠市の旧称である阿迷州を指すか）に駐屯していたウリヤンカダイは使者が帰ってこないことを知ると遂に安南出兵を決め、チェチェクトゥ（Čečektu>徹徹都/chèchèdōu）らを先遣隊として派遣し、自らは本隊を率いて安南侵攻を開始した。

## 戦闘

平厲源の戦い(1257-1258)

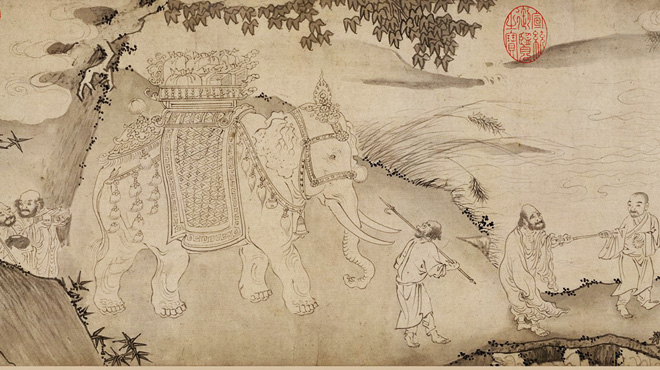
ヴェトナムの戦象

「平厲源の戦い」についてはモンゴル側の記録である『元史』巻121列伝8兀良合台伝と『元史』巻209列伝96外夷2安南伝、ヴェトナム側の人物の残した記録である『大越史記全書』巻5陳紀太宗皇帝と『安南志略』巻4征討運餉に詳細な記録が残っている。
『元史』安南伝によると、ウリヤンカダイはチェチェクトゥを先鋒として各々の将に千人隊を率いさせ、また自らの息子のアジュを別動隊として派遣し、ウリヤンカダイ自ら率いる直属軍も含めて3つの部隊に分かれて進軍したとされる。先発したチェチェクトゥ軍はまず「安南京北の洮江（清江との合流点よりも上流方面の紅河を指す）」に至り、一方でアジュ軍は安南側の動静を偵察して、国王自らが象兵・騎兵・歩兵を率いて洮江の対岸に布陣していることを報告した。報告を受けたウリヤンカダイは進軍を早めて自らも戦場に至り、先鋒のチェチェクトゥ軍・中軍のウリヤンカダイ軍・後衛のアジュとカイドゥ軍という3軍構成で安南軍に戦いを挑んだ。
旧暦12月12日（1258年1月17日）、紅河北岸の平厲源にて両軍の戦端が開かれ、安南軍側は国王自らが戦象部隊を率いて奮戦したが、戦況は安南軍側に不利であった。この時、『大越史記全書』によると陳太宗の甥である黎輔陳という人物が激戦の中でモンゴル軍の陣営に突撃した後も、泰然自若として国王の傍にいたと伝えられる。『安南志略』によると、当時18歳であったアジュは率先して国王率いる戦象部隊に矢を射かけたため、これによって動揺した戦象が反転して逃れだしたことで遂に安南軍は潰走を始めた。この時国王に前線に出るよう進言したものもいたが、黎輔陳がこれを諌めて撤退を進言したことにより、国王は遂に瀘江（ロー川紅河のハノイ付近）への退却を決意した。撤退を進言した黎輔陳は自ら殿軍を務め、モンゴル軍は撤退する安南軍に矢を乱射したが、黎輔陳は船の板を楯としてこれを防ぎ天幕江（紅河のハノイより下流部分を指す）まで退却することに成功した。挑江を渡って逃れた国王は橋を落としたためモンゴル軍は一時足止めをくらったが、モンゴル兵は矢を放つことで川底の浅い場所を探り、遂にモンゴル騎兵は河を渡って安南軍を追撃した。
渡河戦の前にウリヤンカダイはチェチェクトゥに策を授けており、｢渡河した後もチェチェクトゥ軍は守りを固めて戦おうとするな。敵軍がこちらを攻めようと近づいた所でカイドゥ率いる軍団が後方から攻撃を仕掛ける手はずとなっている。カイドゥの攻撃によって敵軍が混乱した所を見計らってチェチェクトゥ軍が敵軍の船を奪えば、国王らは逃げ場を失って必ず捕虜とすることができるだろう」と述べたとされる。12月13日、渡河したモンゴル軍は海路ではアジュ軍が、陸路ではウリヤンカダイ軍がそれぞれ勝利を収めて安南軍を再度敗走させ、安南軍は1万人近くが殺されて王族の富良侯も戦死する大敗を喫したという。ところが、チェチェクトゥ軍は事前に指示されていた敵船の奪取に失敗したため、国王らを捕虜とすることに失敗してしまった。戦後、チェチェクトゥの失敗に怒ったウリヤンカダイは「先鋒は我が節度に違った。軍には常に刑罰がある」と述べてチェチェクトゥを服毒による処刑に処したという。国王は取り逃したものの、安南軍を壊滅させたウリヤンカダイ軍は守りの薄い首都昇龍（現ハノイ）を占領するに至った。なお、『元史』憲宗本紀のみは敗れた国王が海島に逃れたとするが、ヴェトナム側の史料である『大越史記全書』を始め他の史料に全く見られない記述のため、事実とは考えられていない。

## 戦後
「平厲源の戦い」後の両軍の動きについて、『大越史記全書』には日ごろ国王に冷遇されていた黄巨蛇なる人物がモンゴル軍が東歩頭まで接近したところで単身逃れ、黄江で国王軍に合流しようとしていた皇太子軍と遭遇したと伝えられている。『元史』安南伝の記述によると、首都を占領したモンゴル軍は先に派遣して捕らえられていた使者の大部分を奪還したものの、使者の一人が死んでいたことを知ると、その城民を皆殺しにしたという。首都占領から7日目に国王が遂に投降の意を示したこと、またヴェトナムの湿潤気候は北方育ちのモンゴル兵にとっては耐え難いものであったことにより、首都占領から9日目にモンゴル軍は遂に雲南方面への撤退を開始したとされる。一方、ヴェトナム側の史料である『大越史記全書』では12月24日に国王と皇太子率いる軍団がモンゴル軍に逆襲をしかけて勝利をおさめ、首都から撤退したモンゴル軍は帰化債主の何俸にも敗れて大越国領から逃れざるを得なくなった、とする。この陳朝側の逆襲は他の史料に全く言及がないものの、「12月24日」という日付がモンゴル側の記録である「首都占領から9日目で撤退を始めた｣ という記述とよく合致することから、ある程度事実を反映したものと考えられる。
雲南のヤチ城に戻った後、ウリヤンカダイは改めて二人の使者を陳朝に派遣したが、国都の荒廃ぶりに憤った陳太宗は使者を捕縛して送り返したという。しかし年が明けて1258年（憲宗8年）に入ると陳朝側でも態度が軟化し、陳太宗は息子の陳晃（陳聖宗）に譲位し「紹隆」と改元した上でモンゴルの要求を受け入れるべく使者を派遣した。この時使者に選ばれたのは周博覽なる人物と、国王の婿で平厲源の戦いでも活躍した黎輔陳であったという。黎輔陳らを受け容れたウリヤンカダイは南宋親征中であったモンケ・カアンの行宮を直接訪れるよう送り出し、別途訥剌丁なる人物を再度陳朝朝廷に派遣している。この年の交渉の結果、陳朝は名目上モンゴル帝国に内付し、3年に一度の朝貢（「三年一貢」）を義務づけられたとされる。
そして1259年、ウリヤンカダイは遂に南宋を北方から進行中のモンケ軍と合流するべく進発し、当初の予定通り安南・広西地方を経由して長江流域まで北上した。ところが、同年7月21日にモンケ・カアンが四川の釣魚城で急死するという大事件が起こり、またその後に帝位を巡って内戦（帝位継承戦争）が勃発したことにより、モンゴルはヴェトナムに進出する余裕を失ってしまった。モンゴルによるヴェトナム進出が再開されるのは、内戦を制して第5代皇帝となったクビライが南宋国を平定した後の1280年代のこととなる。